# Instituto Geográfico y del Catastro Nacional
El Instituto Geográfico y del Catastro Nacional (también conocido como IGCN) es la agencia cartográfica nacional de El Salvador. El instituto es la institución encargada de gestionar la información geográfica, cartográfica y catastral del país. Su sede está en la ciudad de San Salvador y está adscrito al Centro Nacional de Registros (CNR).
El instituto fue fundado en 1946 bajo el nombre de Oficina del Mapa, adscrito al Ministerio de Obras Públicas. En 1947 pasó a llamarse Oficina de Cartografía y Geografía, nombre que conservó hasta 1951, cuando adoptó el nombre de Dirección de Cartografía. En 1955 fue renombrado como Instituto Geográfico Nacional. En 1996, el instituto pasó a ser parte del Centro Nacional de Registros (CNR). El instituto adoptó su nombre actual en 2004.